# Supersexy Swingin’ Sounds
Supersexy Swingin’ Sounds – album zespołu White Zombie zawierający remixy utworów z albumu Astro-Creep: 2000, wydany 15 sierpnia 1996 roku jako ostatni album grupy. Oryginalna okładka przedstawia nagą kobietę, jednakże ocenzurowana okładka sieci Walmart i Kmart przedstawia tę samą kobietę ubraną w niebieskie bikini.

## Lista utworów
1. "Electric Head Pt. 2 (The Ecstacy)" (Sexational After Dark Mix) – 4:49
2. "More Human than Human" (Meet Bambi in the King’s Harem Mix) – 4:19
3. "I, Zombie" (Europe in the Raw Mix) – 3:57
4. "Grease Paint and Monkey Brains" (Sin Centers of Suburbia Mix) – 4:15
5. "Blur the Technicolor" (Poker from Stud to Strip Mix) – 5:15
6. "Super-Charger Heaven" (Adults Only Mix) – 5:17
7. "El Phantasmo and the Chicken-Run Blast-O-Rama" (Wine, Women and Song Mix) – 3:58
8. "Blood, Milk and Sky" (Miss September Mix) – 4:48
9. "Real Solution #9" (Mambo Mania Mix) – 4:52
10. "Electric Head Pt. 1 (The Agony)" (Satan in High Heels Mix) – 4:02
11. "I'm Your Boogieman" (Sex on the Rocks Mix) – 4:29